# Nikita Zlobin
Nikita Sergejevitsj Zlobin (Russisch: Никита Сергеевич Злобин) (Moskou, 4 april 1996) is een Russisch autocoureur. Hij is de zoon van eveneens autocoureur Sergey Zlobin.

## Carrière
Zlobin maakte in 2011 zijn autosportdebuut in het Russische MegaFon MitJet Cup-kampioenschap, waarin hij als vierde eindigde. Na een jaar zonder zitje, stapte hij in 2013 over naar het formuleracing en maakte zijn debuut in de Formule Renault 2.0 Alps voor het team SMP Racing by Koiranen GP. Hij eindigde hier als 36e in het kampioenschap zonder punten met twee veertiende plaatsen als beste resultaat. Ook maakte hij zijn Formule 3-debuut in de laatste drie raceweekenden van het Duitse Formule 3-kampioenschap voor het team ADM Motorsport. Hier scoorde hij drie punten op de Lausitzring, waardoor hij als twintigste in het kampioenschap eindigde.
In 2014 maakte Zlobin de fulltime overstap naar de Duitse Formule 3 voor ADM. Met twee vierde plaatsen op de Lausitzring als beste resultaat werd hij achtste in de eindstand met 109 punten. Daarnaast nam hij eenmalig deel aan het Britse Formule 3-kampioenschap voor ADM tijdens het raceweekend op Spa-Francorchamps, waar hij zes punten scoorde om als zestiende in het kampioenschap te eindigen. Ook nam hij dat jaar deel aan de Masters of Formula 3 voor ADM en eindigde hier als zevende. Tevens reed hij naast Luca Persiani in de laatste drie raceweekenden van de International GT Open in de GTS-klasse voor AF Corse. Op het Autodromo Nazionale Monza eindigden zij als tweede in hun klasse, waardoor zij als elfde finishten in het kampioenschap met 23 punten.
In 2015 nam Zlobin oorspronkelijk deel aan de Auto GP voor het team Virtuosi UK. Na twee raceweekenden werd het kampioenschap opgeschort omdat er niet genoeg coureurs deelnamen, waarna Zlobin vertrok naar de Ferrari Challenge Europe voor AF Corse. Later dat jaar keerde hij terug naar het formuleracing om zijn debuut te maken in de laatste twee raceweekenden van de Formule Renault 3.5 Series voor het team Pons Racing als vervanger van René Binder.